# Sinclair River
Der Sinclair River ist ein 10 km langer Fluss in der Region Canterbury auf der Südinsel von Neuseeland.

## Geographie
Der Sinclair River entsteht durch den Ausfluss des Outlaw Glacier, der sich östlich und südlich um den 2394 m hohen Outlaw Peak bewegt. Der Fluss verläuft von seiner Entstehung in südwestliche Richtung und wird im Nordwesten von der Gebirgskette der Amouty Range flankiert und im Südosten von den Jollie Range. Nach seinem Austritt in das Tal des Clyde River nimmt der Fluss für rund 3 km einen südöstlichen Verlauf und mündet nach insgesamt 10 km Flussverlauf in den Clyde River.